# 马杜苏丹普尔
马杜苏丹普尔（Madhusudanpur），是印度西孟加拉邦Hugli县的一个城镇。总人口6806（2001年）。

## 人口
该地2001年总人口6806人，其中男性3557人，女性3249人；0—6岁人口648人，其中男345人，女303人；识字率75.87%，其中男性为82.32%，女性为68.82%。